# تولل
تولل هي بلدة ريفية موريتانية تقع في مقاطعة مقامة الواقعة في جنوب منطقة كوركول في موريتانيا.

## الموقع
تقع بلدة تولل في مقاطعة مقامة الواقعة في جنوب منطقة كوركول في موريتانيا، وتبلغ مساحتها 317 كيلومتر مربع، ويحدها من جهة الشمال بلدية مقامة وبلدة فرع ليتامة، ويحدها من جهة الغرب بلدية والي جاتانغ وبلدية داوو، ويحدها من جهة الشرق بلدية عر وبلدية ومبو، بينما يحدها من جهة الحنوب بلدية جيكني.

## السكان
شهدت بلدة تولل نموًّا سكانيًّا ملحوظًا خلال القرن الحادي والعشرين، حيث ارتفع عدد سكان البلدة من 6094 نسمة في عام 2000، إلى 8604 نسمة في عام 2013 بمُعدل نمو سنوي بلغ 2.8٪ على مدى 13 عامًا.

## التاريخ
تأسست بلدة تولل بموجب المرسوم الصادر في 20 أكتوبر عام 1987 بشأن تأسيس البلديات الموريتانية.

## الاقتصاد
تُشكل الزراعة النشاط الاقتصادي الرئيسي لسكان بلدة تولل مثلهم في ذلك مثل سكان جميع البلدات الموريتانية الموجودة في المنطقة تقريبًا. ومع ذلك فلا يزال اقتصاد البلدة متواضعًا وهش بسبب ما يواجهه من عقبات تُعرقل محاولات تنميته، ولا سيما الظروف المناخية أو قلة الإمكانيات المتوفرة للمزارعين. وفي سبيل للتغلب على هذه المعوقات، قامت الحكومة الموريتانية بالتعاون مع المنظمات غير الحكومية المختلفة لتمويل عدد من المشاريع التي تُساعد على تحسين الظروف المعيشية لسكان البلدة.

## المساعدات الإنسانية
يقع في بلدة تولل مقر جمعية التضامن والصحوة والتقدم، وهي جمعية أنشأها شباب بلدة تولل بهدف تنظيم الأنشطة والفعاليّات لمساعدة بلدية تولل في العديد من المجالات مثل التعليم والصحة.